# Zalog pri Moravčah
Zalog pri Moravčah – wieś w Słowenii, w gminie Moravče. W 2018 roku liczyła 182 mieszkańców.